# Morgan Sportès
Œuvres principales
Pour la plus grande gloire de Dieu, Seuil 1993
- Maos  (2006)
- Tout, tout de suite (2011)

Morgan Sportès, né le 12 octobre 1947 à Alger, est un écrivain français.
Il a publié vingt livres qui ont attiré l'attention de personnalités comme Claude Lévi-Strauss ou Guy Debord. Nombre d'entre eux ont été traduits en de nombreuses langues, notamment en espagnol, italien, portugais, grec, japonais, thaï, allemand, russe, hongrois, coréen, polonais, chinois.
Son livre-enquête L'Appât a été porté à l'écran par Bertrand Tavernier en 1995 (L'Appât avec Marie Gillain, Olivier Sitruk et Bruno Putzulu). Le film a reçu l'Ours d'or au festival de Berlin (1995).
Une adaptation de son livre Tout, tout de suite réalisée par Richard Berry est sortie  sur les écrans en 2016.
Il est lauréat de la Villa Kujoyama 2000 et du prix Interallié 2011.

## Biographie
Né d'un père juif algérien et d'une mère catholique bretonne, il vit en Algérie jusqu'à l'indépendance, en 1962. Sa mère, devenue paranoïaque, finit sa vie dans un hôpital psychiatrique.
Petit, il écrit sur la Remington de son père pour échapper à la folie de sa mère, expérience relatée dans son livre Outremer (Grasset, 1989).
Étudiant à l'université de Paris VII, qu'il qualifie de « repaire structuralo-maoïste », il y adopte une attitude de dandy, vêtu de tweed avec un parapluie vert, histoire de provoquer ses « compagnons de galère ». Pour vivre, Sportès écrit alors pendant un an dans la revue Détective.
Il effectue son service national en coopération en Asie, ce qui lui inspire plusieurs livres : Siam (1982), sur ses « dérives », came et filles, en Thaïlande, fable sur la marchandisation du monde ; Pour la plus grande gloire de Dieu (1995), roman sur le Siam du XVIIe siècle ; Tonkinoise (1995), roman historique sur l'Indochine du temps de Pétain ; Rue du Japon (1999), confession sur ses « liaisons dangereuses » avec une femme japonaise.
Après la publication de La Dérive des continents en 1984, il fait la connaissance de Guy Debord, avec qui il se lie d'amitié,.
Son  roman, Le ciel ne parle pas, publié par les éditions Fayard en septembre 2017 et portant sur la persécution des chrétiens au Japon au début du XVIIe siècle, est passé inaperçu du milieu littéraire et des médias français. Le livre a été traduit en japonais et publié par les éditions Iwanami Shoten en février 2019.
Le roman Si je t'oublie paraît chez Fayard en septembre 2019. Lakis Proguidis lui a consacré un article dans Atelier du roman (no 101, juin 2020).
Son dernier roman, Les djihadistes aussi ont des peines de cœur, paraît chez Fayard le 20 août 2021.
Il partage actuellement sa vie entre la rédaction de ses livres et de nombreux voyages de recherche.

## Œuvres
- Siam, Paris, Éditions du Seuil, 1982.
- La Dérive des continents, Paris, Éditions du Seuil, 1984.
- Je t'aime, je te tue, Paris, Éditions du Seuil, 1985.
- Comédie obscène d'une nuit d'été parisienne, Paris, Éditions du Seuil, 1986.
- Le Souverain poncif, Paris, Éditions Balland, 1987.
- Outremer, Paris, Éditions Grasset & Fasquelle, 1989.
- L'Appât, Paris, Éditions du Seuil, 1990 (porté à l'écran en 1995 par Bertrand Tavernier, le film L'Appât remporte l'Ours d'or au Festival de Berlin).
- Pour la plus grande gloire de Dieu, Paris, Éditions du Seuil, 1993. Raconte la mission diplomatique de France au Royaume de Siam en 1687.
- Ombres siamoises, Paris, Éditions Mobius/H. Botev, 1995.
- Tonkinoise…, Paris, Éditions du Seuil, 1995.
- Lu : roman historique d’inspiration marxiste-léniniste, Paris, Éditions du Seuil, 1997.
- Rue du Japon, Paris, Paris, Éditions du Seuil, 1999.
- Solitudes, Paris, Éditions du Seuil, 2000.
- Essaouira, Paris, Éditions du Chêne, 2001.
- Une fenêtre ouverte sur la mer, Paris, Éditions du Seuil, 2002.
- L'Insensé, Paris, Éditions Grasset & Fasquelle, 2002. Biographie romancée de Richard Sorge.
- Maos, Paris, Éditions Grasset & Fasquelle, 2006 (Prix Renaudot des lycéens 2006).
- Ils ont tué Pierre Overney, Paris, Éditions Grasset & Fasquelle, 2008.
- L'Aveu de toi à moi, Paris, Fayard, 396 p.[6]
- Tout, tout de suite, Paris, Fayard, 2011[7]. Prix Interallié 2011. Globe de cristal 2012 du meilleur roman. Adapté au cinéma sous le même titre en 2016.
- Le ciel ne parle pas, Paris, Éditions Fayard, 2017
- Si je t'oublie, Paris, Éditions Fayard, 2019. Consacré à sa femme morte en 2013[8].
- Les djihadistes aussi ont des peines de cœur, Fayard, 2021. Enquête sur le djihadisme à partir de la cellule terroriste de Cannes – Torcy[9].

## Prix
- Prix Roland de Jouvenel de l’Académie française (1985) pour La Dérive des continents
- Prix Renaudot des lycéens (2006) pour Maos
- Prix Interallié (2011) pour Tout, tout de suite
- Globes de Cristal 2012 : meilleur roman pour Tout, tout de suite